# 船木誠勝 HYBRID WRESTLER 闘技伝承
『船木誠勝 HYBRID WRESTLER 闘技伝承』（ふなきまさかつ ハイブリッドレスラー とうぎでんしょう）は、テクノスジャパンから発売されたゲームソフト。スーパーファミコンにて発売された。

## 概要
当時船木誠勝が所属していたプロレス団体「パンクラス」の協力のもと作成された格闘・育成ゲーム。プレイヤーキャラに年齢設定があり、30歳前後から衰えていく。結婚相手を選ぶとその相手との間に子供が産まれ、キャラの能力を受け継いだ新キャラクターとして育成できる（能力は結婚相手によって変わってくる）という、プロレスゲームとしては特異な世代交代要素が特徴。
父親となるキャラクターが引退していなければ、タイトルマッチで親子対決もさせることが出来、その時に親に設定していた得意技を受け継ぐ事が出来る。ただし、ゲームの時間の流れは各キャラクターで共有しているため、タイトルマッチが実現する前に、父親が老化によって強制的に引退となってしまうこともある。そのため、結婚する時期などもある程度考慮しておく必要がある。

### ゲームの操作
- 基本的に全ボタンに技が設定されておりダッシュを組み合わせると更に多彩な攻撃が可能となる。

### ゲームモード
リーグ戦とトーナメント戦では試合ルールやキャラクターの強さを自由に設定することが可能となる。
- キャラクターエディット
- 対戦
- トーナメント戦
- リーグ戦

最高8人までのプレイが可能。
- チーム対抗戦

### リングの種類
- ホール

ごく普通のリングでの戦い。それぞれの選手のテクニックがもっとも発揮できる屋内闘技場。
- ストリートファイト

路上での戦い、エキサイトした観客が乱入してくる。（設定でオン、オフが選べる。）観客に攻撃すると泣きながら退場していく。また、叩きつける投げ技のダメージがアップする。
- 闘技場

豪邸内に作られた闘技場。セレブ共の好奇の視線を浴びながらの戦いである。リング端が断崖になっているためリングアウトで落下すると命の危険がある恐ろしいリング。
- 断崖

マットが薄くできており、断崖に組み上げられたリング上での戦い、投げられる毎にマットが剥がれていき薄くなった所で投げられるとマットを突き抜け奈落の底へ。
- 砂漠

砂漠のリング上での戦い。投げ技の強さが弱くなり、暑さでじわじわと体力が減っていく。

## 登場するプロレスラー
- 船木誠勝

生年月日：1969年　3月13日
身長：182cm
体重：96kg
出身国：日本
得意技：チョークスリーパー
カール・ゴッチ直伝のレスリングで魅せてくれる。パンクラスの若きリーダー。実戦的な打撃、投げ、関節技を使いこなすヒーロー的プロレスラー。得意技はチョークスリーパー
- R.スペンサー(レックス・スペンサー)

生年月日：1965年　4月2日
身長：186cm
体重：110kg
出身国：オランダ
得意技：コンビネーションキック
打撃の得意なプロレスラー。投げ技、関節技は不得意である。モデルはディック・フライ
- R.J.シルバー(ロニー・ジェームス・シルバー)

生年月日：1950年　1月23日
身長：185cm
体重：110kg
出身国：アメリカ
得意技：フィギュア4レッグロック
大学時代はアマチュアレスリングのフリースタイルで活躍。センスを買われてプロ入りした。老獪なテクニックで戦うプロレスラー。モデルはリック・フレアー
- ラ ミステリオ

生年月日：不明
身長：173cm
体重：87kg
出身国：メキシコ
得意技：シューティングスタープレス
ルチャリブレで戦う小型のプロレスラー。デフォルトレスラーの中では唯一のマスクマンである。
- S.アンダーソン(スティーブ・アンダーソン)

生年月日：1958年　12月3日
身長：201cm
体重：140kg
出身国：アメリカ
得意技：ラリアット
世界屈指のパワーファイター。スカウトされてプロレスラーに転向した。アバランシュ・ホールドなどパワー殺法が得意。
- L.ロレンソ(レオ・ロレンソ)

生年月日：1967年　6月10日
身長：188cm
体重：108kg
出身国：スペイン
得意技：ノーザンライトスープレックス
各種スープレックスやコーナーポストからの技を器用にこなすプロレスラー。ただしレベルの高い技を使うことはできない。
- I.ペトロフ(イワン・ペトロフ)

生年月日：1961年　3月16日
身長：190cm
体重：104kg
出身国：ロシア
得意技：各種関節技
サンボ殺法（関節技）が得意のプロレスラー。打撃技には弱い。モデルはヴォルク・ハン
- ラジャール(ラジャール・ザ・ルードネス)

生年月日：1944年　2月21日
身長：190cm
体重：120kg
出身国：サウジアラビア
得意技：凶器攻撃
反則を得意する悪役プロレスラー。凶器攻撃が得意だが、その他の能力は全体的に低め。
- ムガベベ(ムガベベ・ザ・ブードゥー)

生年月日：1961年　6月6日
身長：205cm
体重：160kg
出身国：ケニア
得意技：ダイビングボディプレス
巨体を駆使した戦いをする悪役ペイントレスラー。自らを神の使いと称し、リング上に炎を召喚する特殊技を持つ。モデルはジャイアント・キマラ
- M.クーガー(モビーディック・クーガー)

生年月日：1956年　8月16日
身長：190cm
体重：150kg
出身国：カナダ
得意技：投げっぱなしパワーボム
巨体を駆使しスープレックスも得意なプロレスラー。400キロのバーベルを持ち上げるパワーの持ち主。得意技は投げ捨てパワーボム。モデルはベイダー